# Татэнергосбыт
АО «Татэнергосбыт» — региональная энергосбытовая компания России, гарантирующий поставщик электроэнергии на территории Республики Татарстан. Полное наименование — Акционерное общество «Татэнергосбыт». Офис «Управление Татэнергосбыт» находится в Казани. 

## История
До 1932 года функции по реализации электроэнергии выполняла абонентская служба Казанского коммунального треста «Эльводтрам», в ведении которого было электроснабжение, водоснабжение и эксплуатация трамвая в Казани. Абонентская служба насчитывала около 30 сотрудников: контролеров, техников-инспекторов по приёмке новых электроустановок, бухгалтерию и кассу для приёма денег.
В январе 1932 года абонентская служба и мастерская счётчиков были объединены в цех «Энергосбыт», который вошёл в электросиловое хозяйство РЭУ «Татэнерго». В этом же году цех был реорганизован в самостоятельный отдел РЭУ «Татэнерго» на правах хозрасчетного предприятия.
В годы Великой Отечественной войны производственная деятельность «Энергосбыта» существенно расширилась в связи с тем, что в Казань эвакуировали ряд заводов из западных районов страны. Горожане столкнулись с дефицитом мощности и недостатком топлива. Был введён жёсткий режим экономии электроэнергии: каждому абоненту на счётчик определялась норма расхода из расчета 5 квт/час для одного человека в месяц, на приборы учёта устанавливались ограничители тока. Всю работу по ограничению осуществляла специальная группа, которая была создана в 1943 году. Позднее группа была преобразована в отдел режима и контроля. В послевоенные годы на базе существовавших в Татарской АССР двух «Энергосбытов», Казанского и Уруссинского, был создан единый «Энергосбыт» РЭУ «Татэнерго».
1 февраля 2009 года «Энергосбыт» получил статус Открытого акционерного общества и стал именоваться ОАО «Татэнергосбыт».
На 01.10.2021 года предприятие обслуживало около 43 000 юридических лиц и более 1 919 280 физических лиц.
18 июля 2016 года ОАО «Татэнергосбыт» сменило наименование организационно-правовой формы на акционерное общество.

## Структура
В структуру Общества входят девять филиалов:
- Альметьевское
- Бугульминское
- Буинское
- Елабужское
- Приволжское
- Чистопольское
- Камское
- Набережночелнинское
- Казанское городское отделение